# NK Mladost-Nada Hrastovac
Nogometni klub Mladost-Nada Hrastovac hrvatski je nogometni klub iz Hrastovca kraj Garešnice, Bjelovarsko-bilogorska županija. Trenutačno se natječe u 3. ŽNL Bjelovarsko-bilogorskoj – Jug. 
Najveći klupski uspjeh je igranje 2. HNL u sezonama 1996./97. i 1997./98.

## Vanjske poveznice
- Profil, HNS Semafor